# Spilosoma flavida
Spilosoma flavida là một loài bướm đêm thuộc phân họ Arctiinae, họ Erebidae.